# Nur Yerlitaş
Nur Yerlitaş (Fatih (Istanboel), 11 augustus 1955 - Şişli (Istanboel), 27 april 2020) was een Turks modeontwerpster.

## Levensloop
Nur Yerlitaş werd op 11 augustus 1955 in Istanboel geboren. Haar vader kwam uit Giresun, terwijl haar moeder Saadet van Turks-Arabische origine was. Ze had twee broers, Benan en Bahattin. Ze begon haar carrière met het verkopen van accessoires die zij uit Italië had meegenomen. In latere jaren opende zij haar eigen boetiek en trad zij toe tot het designbedrijf.
In augustus 2018 werd zij geopereerd vanwege een hersentumor. In maart 2019 onderging zij een tweede operatie. Zij stierf in haar huis in Şişli op 27 april 2020. De begrafenisdienst van Yerlitaş werd een dag later gehouden in de Zincirlikuyu-moskee en later die dag werd zij begraven op de begraafplaats Ulus in Beşiktaş. Bij haar begrafenisdienst waren bekendheden zoals Hülya Avşar en Sibel Can aanwezig.

## Filmografie
Televisie
- Bak Kim Dans Ediyor (2007)
- Yemekteyiz (2010)
- Bugün Ne Giysem (2011)
- Bu Tarz Benim (2014)
- İşte Benim Stilim (2015–2017)
- Maral: En Güzel Hikâyem (2015)

Muziek
- "Türkan" – Demet Akalın (2011)
- "Karagözlüm" – Serkan Kaya (2019)

Reclames
- Yedigün (2015)